# Occidryas truckeensis
Occidryas truckeensis är en fjärilsart som beskrevs av Gunder 1928. Occidryas truckeensis ingår i släktet Occidryas och familjen praktfjärilar. Inga underarter finns listade i Catalogue of Life.